# Malaxis martinezii
Malaxis martinezii är en orkidéart som beskrevs av Roberto González Tamayo. Malaxis martinezii ingår i släktet knottblomstersläktet, och familjen orkidéer. Inga underarter finns listade i Catalogue of Life.